# Lonchura leucogastra
El capuchino ventriblanco (Lonchura leucogastra) es una especie de ave paseriforme de la familia Estrildidae propia del norte y oeste del archipiélago malayo y la península malaya.

## Distribución y hábitat
Se encuentra la península malaya y las islas de Sumatra, Borneo, Filipinas y el noroeste de Java. Su hábitat natural son los bosques húmedos tropicales de tierras bajas.